# Raymond Jolliffe (5e baron Hylton)
Raymond Hervey Jolliffe, 5e baron Hylton (né le 13 juin 1932) est un pair héréditaire britannique.

## Biographie

### Jeunesse
Il est le fils aîné de William Jolliffe, 4e baron Hylton et de Lady Perdita Rose Mary Asquith (décédée en 1996; fille de Katharine et Raymond Asquith, et sœur de Julian Asquith, 2e comte d'Oxford et Asquith et donc petite-fille de l'ancien Premier ministre Herbert Henry Asquith). Il fait ses études au Collège d'Eton dans le Berkshire et au Trinity College d'Oxford, où il obtient une maîtrise ès arts en histoire en 1955. En 1951 et 1952, il sert dans les Coldstream Guards, et en 1967, il succède à son père.

### Carrière
Jolliffe est secrétaire privé adjoint du gouverneur général du Canada entre 1960 et 1962. Depuis 1962, il est membre de l'Abbeyfield Society, de la Catholic Housing Aid Society, du London Housing Aid Centre, de la National Federation of Housing Associations, de Mencap, de la Foundation for Alternatives, de la Hugh of Witham Foundation et de l'Action around Bethlehem Children with Handicap (ABCD). Il a travaillé pour Age Concern, L'Arche Ltd ainsi que pour le Mendip Wansdyke Local Enterprise Group. Depuis 1988, il est également président de l'Association d'Irlande du Nord pour la prise en charge et la réinstallation des délinquants. Il est membre du Housing Associations Charitable Trust et de Forward Thinking. En tant que membre de la Chambre des lords, il œuvre à la promotion des pourparlers de paix au Moyen-Orient et en Irlande, entre autres.
Il est le plus ancien membre Crossbench de la Chambre des lords lorsqu'il se retire de la chambre.

### Philanthropie
Hylton est administrateur du Acorn Christian Healing Trust et vice-président de Partners in Hope. De 1993 à 2001, il est président du St Francis and St Sergius Trust Fund. Il est également administrateur et gouverneur du Centre d'étude Ammerdown à Ammerdown House, Kilmersdon, près de Bath, qui reste le siège de la famille. En 1960, il est associé de la Royal Institution of Chartered Surveyors et en 1994, il reçoit un doctorat honorifique de l' Université de Southampton.

## Famille
Il épouse, le 29 juin 1966, Joanna Ida Elizabeth de Bertodano, fille de Andrew Ramon Dalzell de Bertodano et de Lady Mary Elspeth Sylvia Savile. Ils ont cinq enfants :
- William Henry Martin Jolliffe (né le 1er avril 1967) épouse Pia Maria Vogler, dont descendance ;
- Andrew Thomas Peter Jolliffe (29 juin 1969 - 24 octobre 2022) épouse Diana Teare, dont descendance ;
- Alexander John Charles Martin Jolliffe (né le 10 février 1973) épouse Helen Archer, dont descendance ;
- Emily Sylvia Rose Elizabeth Jolliffe (née en 1975) épouse Ross Thompson ;
- John Edward Arthur Jolliffe (né en 1977).

## Distinctions

### Décorations
- Médaille du couronnement d'Élisabeth II (2 juin 1953)
- Médaille du jubilé d'argent d'Élisabeth II (6 février 1977)
- Médaille du jubilé d'or d'Élisabeth II (6 février 2002)
- Médaille du jubilé de diamant d'Élisabeth II (6 février 2012)
- Médaille du jubilé de platine d'Élisabeth II (6 février 2022)
- Médaille du couronnement de Charles III (6 mai 2023)